# Prataparudra Deva
Prataparudra Deva (Odia : ଗଜପତି ପ୍ରତାପରୁଦ୍ର ଦେବ) là hoàng đế Gajapati thứ ba của Odisha, cai trị Đế chế Suryavamsa Gajapati từ năm 1497 đến năm 1540. Ngoài vai trò là một người cai trị, ông còn là một Vaishnava sùng đạo và là tín đồ của vị thánh nổi tiếng Sri Chaitanaya, người đã đến Odisha trong thời kỳ trị vì của ông. Cuộc đời ông bận rộn với các chiến dịch quân sự nhằm bảo vệ lãnh thổ được thừa kế của mình khỏi các cuộc xâm lược trực diện từ các đối thủ Vijayanagar, triều đại Hussain Shahi của Bengal và triều đại Turko-Ba Tư Qutb Shahi của Golconda. Ông đã mất phần lớn lãnh thổ của mình vào tay các quốc gia thù địch láng giềng, làm cho địa vị đế quốc của Odisha suy giảm nghiêm trọng so với gần 600 năm trước đó.